# João Gilberto
João Gilberto (født 10. juni 1931, død 6. juli 2019) var en brasiliansk sanger og guitarist. Han var en af pioneerne for bossa nova i slutningen af 1950'erne.
Gilberto er mest kendt for sit samarbejde med jazzmusikeren Stan Getz og den brasilianske komponist Antonio Carlos Jobim på albummet Getz/ Gilberto feat. Antonio Carlos Jobim fra 1963, der blev gennembruddet for bossa nova'en i hele den vestlige verden. Det store hit på dette album var Jobim's verdenskendte bossa nova slager The Girl from Ipanema, hvor vokalerne blev varetaget af João Gilberto og hans daværende hustru, Astrud Gilberto.